# Šebekinskij rajon
Lo Šebekinskij rajon (in russo Шебекинский район?) è un rajon (distretto) dell'Oblast' di Belgorod, nella Russia europea; il capoluogo è Šebekino. 

## Geografia
Il distretto ricopre una superficie di 1.865,9 chilometri quadrati nella parte occidentale della oblast'; nel 2010 ospitava una popolazione di circa 47.000 abitanti.

## Storia
Il distretto venne istituito nel 1928. Durante l'invasione in Ucraina, nel maggio/giugno 2023, due milizie russe filo-ucraine, Legione "Libertà alla Russia" e Corpo Volontario Russo, conducono una serie di attacchi nei villaggi del distretto.